# イーストン (ペンシルベニア州)

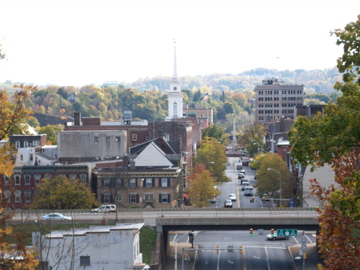
イーストンのダウンタウン

イーストン（Easton）は、アメリカ合衆国ペンシルベニア州の都市。ノーサンプトン郡の郡庁所在地である。人口は2万8127人（2020年）。ニュージャージー州との州境になっているデラウェア川西岸に面しており、市街地はリーハイ川がデラウェア川に合流する地点を中心に広がっている。西に位置する州第3の都市アレンタウンやベスレヘムと共にリーハイ・バレーと呼ばれる都市圏を形成している。
イーストンにはクレヨンの大手メーカーであるクレヨーラ社（ホールマーク・カーズ社傘下）が本社を置いている。また、イーストンには全米でも上位に位置づけられるリベラル・アーツ・カレッジで、ベスレヘムのリーハイ大学と長きにわたってライバル関係を築いているラファイエット大学がキャンパスを構えている。

## 歴史

イーストンの市旗。独立13州当時の星条旗とは縞と星の位置が逆ではあるが、星条旗同様に赤・白・青の3色、および星と縞模様のデザインを基調とした旗になっている。

ヨーロッパ人が入植する以前は、この地にはレナペ族のネイティブ・アメリカンが住み着き、この地は彼らの言語で「分岐点の地」を意味するLechauwitankと呼ばれていた。1737年、ペンシルベニア植民地の創設者ウィリアム・ペンの息子たちは、レナペ族のラッパウィンソエ酋長に対して、「我々が一日半で歩いて回れるだけの面積の土地」を購入する契約を持ちかけ（いわゆるWalking Purchase）、その結果としてこの地を含むデラウェア川西岸一帯は白人の土地になった。ウィリアム・ペンの息子たちのうちの1人、トーマス・ペンは、リーハイ川がデラウェア川に合流するこの地に町を建設するべく、1,000エーカー（約4.0km²）の土地を取っておいた。1739年にはこの地への入植が始まり、1752年にはノーサンプトン郡と、その郡庁所在地となるイーストン入植地が創設された。郡名と入植地名はそれぞれ、トーマス・ペンの妻、ジュリアナ・ファーモアの故郷であるイングランド・ノーサンプトンシャー州と実家の屋敷であるイーストン・ネストンにちなんでつけられた。
1776年には、イーストンの中心のグレート・スクエア（現在のセンター・スクエア）にあった郡庁舎でアメリカ独立宣言が読み上げられた。この時、赤・白・青の3色、および星と縞模様のデザインを基調とした、初期の星条旗の基となる旗が掲げられ、ベスレヘムのモラヴィア兄弟団が造った自由の鐘が鳴り響いた。この時に掲げられた旗は、その後イーストンの市旗に定められた。
1820年代にモリス運河、リーハイ運河、デラウェア運河が相次いで開通すると、イーストンは北の炭田地帯、西の製鉄所、南のフィラデルフィア商港、東のニューヨークを結ぶ水上交通の要衝となった。1830年代から1840年代にかけては、この地の利からイーストンは商業、工業、文化の中心として発展していった。現在もイーストンに残る歴史的な建造物の多くはこの時期、19世紀前半から中盤にかけて建てられたものである。やがて鉄道が運河に取って代わるようになると、イーストンには5本の鉄道が敷かれ、鉄道交通の要衝となった。しかし20世紀中盤に入り、陸上交通の主役が鉄道から自動車へと変わると、イーストンの交通の要衝としての地位は失われ、市の人口も1950年に35,632人を数えたのをピークに、その後30年で26,000人台にまで減少した。

## 地理

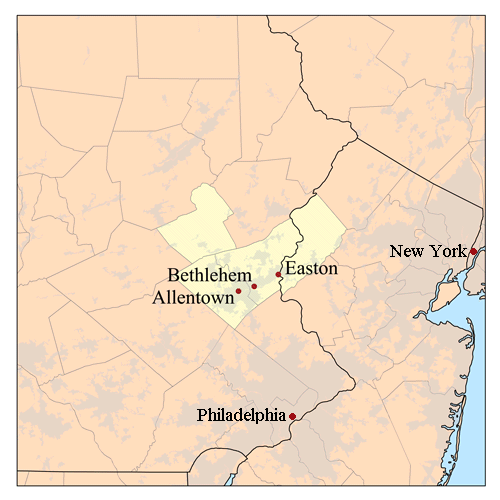
リーハイ・バレーとイーストンの位置

イーストンは北緯40度41分18秒 西経75度12分59秒 / 北緯40.68833度 西経75.21639度に位置している。市はフィラデルフィアから北へ約95km、ニューヨークから西へ約110kmに位置する。市の標高は64mである。
アメリカ合衆国統計局によると、イーストン市は総面積12.0km²（4.7mi²）である。そのうち11.0km²（4.3mi²）が陸地で1.0km²（0.4mi²）が水域である。ニュージャージー州との州境になっているデラウェア川やリーハイ川を含めた水域は総面積の8.39%を占めている。市域はデラウェア川の西岸に広がっており、対岸にはニュージャージー州フィリップスバーグの街が広がる。
イーストンは西へ約28kmのアレンタウンや、西へ約18kmのベスレヘムと共に、リーハイ・バレーと呼ばれる都市圏（正式名称: アレンタウン・ベスレヘム・イーストン都市圏）と呼ばれる都市圏を形成している。この都市圏はイーストンに郡庁を置くノーサンプトン郡のほか、リーハイ郡、カーボン郡、およびニュージャージー州ウォーレン郡の4郡にまたがっている。

### 気候
イーストンの気候は蒸し暑い夏と温暖な春・秋、寒い冬に特徴付けられる、四季のはっきりした気候である。降水量は1年を通して平均的にある。夏には雷雨が、また冬には降雪が見られる。ケッペンの気候区分では、イーストンは温暖湿潤気候（Cfa）に属するが、沿岸のフィラデルフィアやニューヨークに比較すると、冬の寒さはやや厳しく、実際には亜寒帯湿潤気候に近い。

### 都市概観

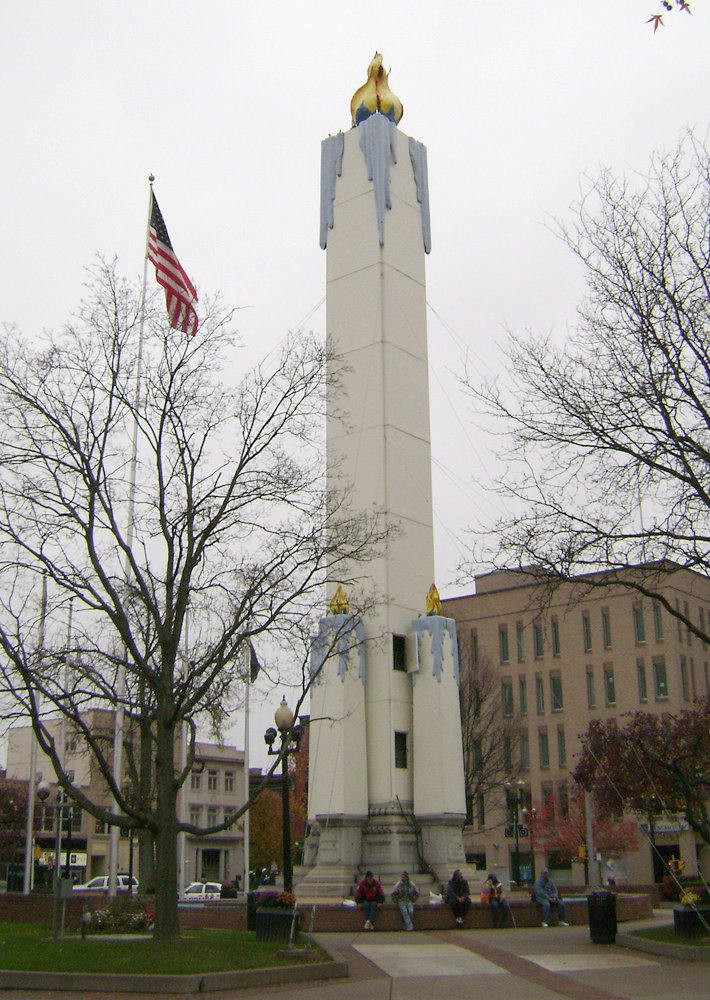
ピース・キャンドル

イーストンはダウンタウン、ウェスト・ワード、サウス・サイド、カレッジ・ヒルの4つの地区に大別される。ダウンタウンはデラウェア川とリーハイ川の合流点の北西に広がり、東はデラウェア川、西は6thストリート、南はリーハイ川、北はラファイエット大学に囲まれており、東西、南北とも1kmほどの範囲に収まっている。ウェスト・ワードはダウンタウンの西、6thストリートから15thストリートあたりまでである。サウス・サイドはリーハイ川の南に広がっている。カレッジ・ヒルはダウンタウンの北に広がり、ラファイエット大学がキャンパスを構えている。
ダウンタウンの中心、ノーサンプトン・ストリートと3rdストリートの交わるところはロータリーになっており、その円内にセンター・スクエアという広場がある。センター・スクエアにはイーストン出身の南北戦争戦没者を祀る慰霊碑が立っている。毎年クリスマスの時期には、慰霊碑を覆って「ピース・キャンドル」と呼ばれる、巨大なろうそくを模した高さ約32mのモニュメントが造られる。センター・スクエアのすぐ南には市庁舎が立地している。1765年に建てられた最初の郡庁舎はセンター・スクエアに立地していたが、1861年に現在の庁舎がセンター・スクエアの南西約800m、ウェスト・ワードの7thストリートとウォールナット・ストリートの角に建てられた。

## 政治
イーストンは市長制を採っている。1972年に市長制が導入された当初は、市長は行政の最高責任者で、5人の議員からなる、市の立法機関である市議会とは独立した存在であったが、2007年11月の住民投票で、市長も市議会の一員とされ、市長がそれまでの行政の最高責任者としての役割に加えて、市議会の議長を兼ねるようになった。またこの変更に伴い、市議会は市長、副市長、市議員5人の計7人で構成されるようになった。市の行政実務は市長と市政管理者の下、財務、公共事業、警察、消防、都市計画、経済・コミュニティ開発の各部門によって行われている。
連邦議会下院議員選挙においては、イーストンはアレンタウンやベスレヘムなどと共に、ペンシルベニア第15選挙区に属している。この選挙区では、1950年代から1970年代にかけては民主党の勢力が強かったが、1980年代以降は共和党が優勢になっている。

## 交通

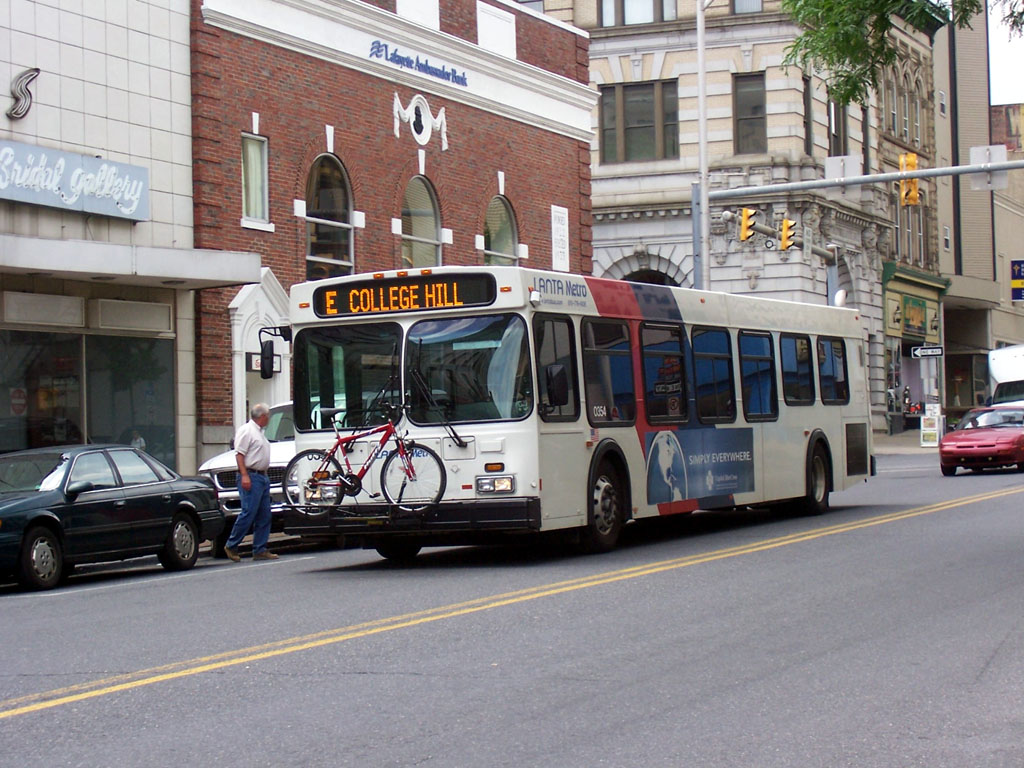
イーストンのダウンタウンを走るLANTAのバス

イーストンに最も近い商業空港は、市の中心部から西へ約21kmに立地するリーハイ・バレー国際空港である。この空港にはデルタ航空、アメリカン航空、ユナイテッド航空がそれぞれハブ空港からの便を発着させているほか、エア・カナダによるトロントからの便も就航している。また、コンチネンタル航空は地元バス会社トランス・ブリッジ・ラインズと提携し、同社のハブ空港であるニューアーク・リバティー国際空港とリーハイ・バレー国際空港とを結ぶバスの便を運行している。
州間高速道路78号線はアレンタウン、ベスレヘム、イーストンの南をバイパスしている。I-78はフィラデルフィアを通らずにニューヨークとハリスバーグを結ぶ短絡路としての役割を果たしている高速道路である。一方、リーハイ・バレーでは高速道路規格になっている国道22号線は、アレンタウン、ベスレヘム、イーストンの3都市をダイレクトに結んでおり、デラウェア川に架かる橋の手前が高速道路区間の東の終点で、橋とその先のニュージャージー州側は一般道路になっている。アレンタウンの西でこれらの高速道路と交わる州間高速道路76号線の支線、I-476は州東部を南北に縦断し、フィラデルフィア、リーハイ・バレー、ワイオミング・バレーを結んでいる。
リーハイ・アンド・ノーサンプトン交通局（LANTA）は、アレンタウン、ベスレヘム、イーストンの3都市における公共交通機関となる26系統の路線バス網を運営している。このうち6系統がイーストンを通っている。
イーストンには旅客鉄道は通っていない。かつてはニュージャージー・トランジットのラリタン・バレー線がデラウェア川対岸のフィリップスバーグまで運行されていたが、1983年に不採算を理由に営業区間が短縮され、イーストンから東へ約32kmのニュージャージー州ハイブリッジが同線の西の終点となった。

## 教育

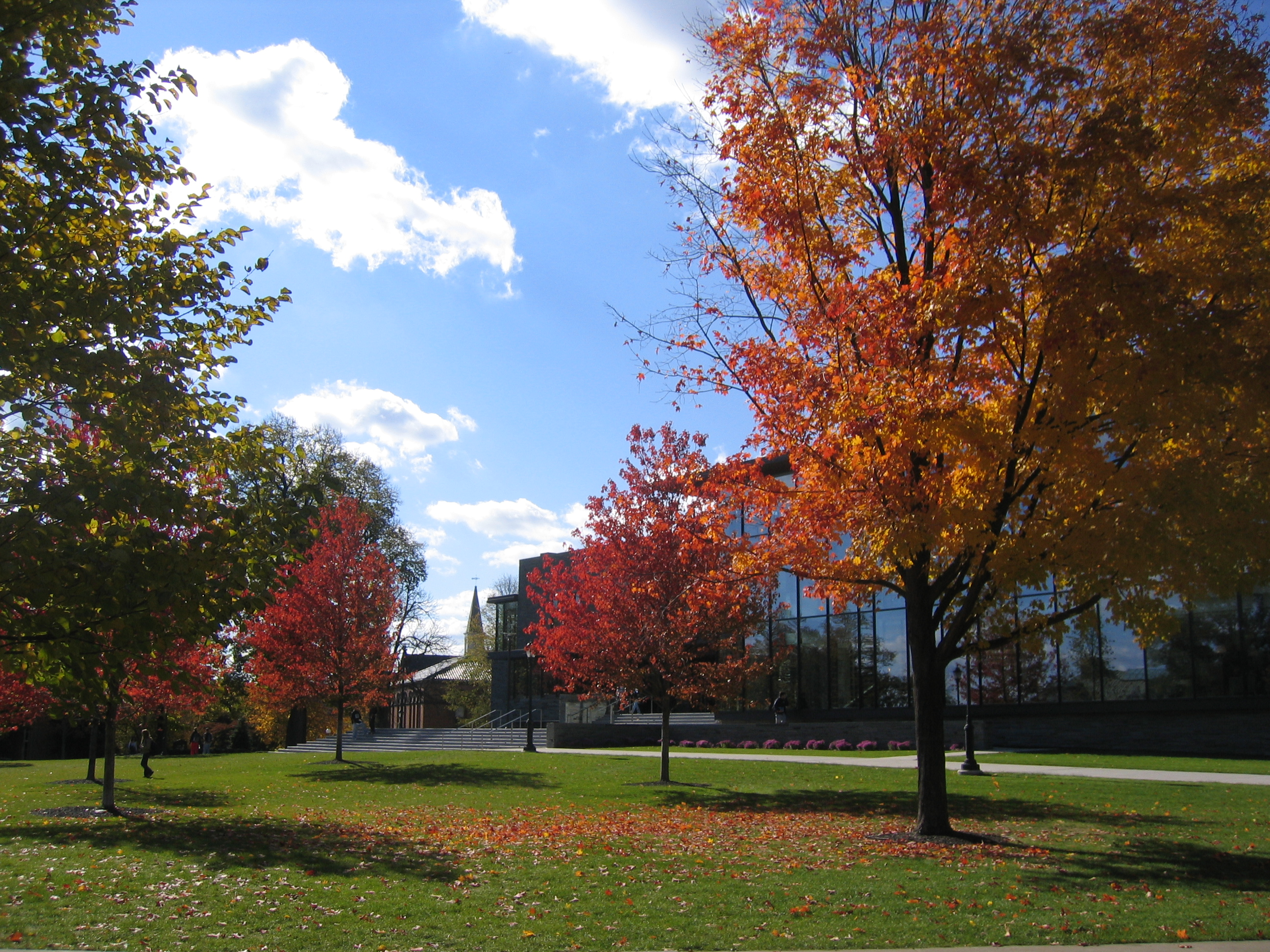
ラファイエット大学

ラファイエット大学はダウンタウンの北に110エーカー（約445,000m²）のキャンパスを構えている。同学は1826年創立の長老派教会系のリベラル・アーツ・カレッジで、もともとは男子大学であったが、1970年に初めて女子学生を受け入れ、男女共学に移行した。現在では約2,400人の学生を抱えており、半数近くが女子学生である。同学はUSニューズ&ワールド・レポートの大学ランキングでは、全米のリベラル・アーツ・カレッジの中で常に上位50位以内に入る高い評価を受けている。またスポーツにおいては、同学はNCAAのディビジョンIに属するパトリオット・リーグに所属し、男子10種目、女子10種目で競っている。特にフットボールにおいては、ベスレヘムにあるリーハイ大学との間に1884年から続く、全米の大学間で最長のライバル関係を築いている。
イーストンにおけるK-12課程はイーストン地域学区の管轄下にある公立学校によって支えられている。同学区は小学校（幼稚園-4年生）7校、中学校（5-8年生）1校、高校（9-12年生）1校を抱え、約9,000人の児童・生徒が在学している。同学区唯一の高校であるイーストン地域高校は、高校フットボールにおいてデラウェア川の対岸にあるフィリップスバーグ高校と長いライバル関係を築いており、毎年感謝祭の日に対戦している。100回目の対戦となった2006年にはイーストン地域高校が勝利した。

## 人口推移
以下にイーストン市における1850年から2010年までの人口推移をグラフおよび表で示す。
| 統計年 | 人口     |
| ------ | -------- |
| 1850年 | 7,250人  |
| 1860年 | 8,944人  |
| 1870年 | 10,987人 |
| 1880年 | 11,924人 |
| 1890年 | 14,481人 |
| 1900年 | 25,238人 |
| 1910年 | 28,523人 |
| 1920年 | 33,813人 |
| 1930年 | 34,468人 |
| 1940年 | 33,589人 |
| 1950年 | 35,632人 |
| 1960年 | 31,955人 |
| 1970年 | 29,450人 |
| 1980年 | 26,027人 |
| 1990年 | 26,276人 |
| 2000年 | 26,263人 |
| 2010年 | 26,800人 |

## 註
1. ↑  “Quickfacts.census.gov”. 2023年11月17日閲覧。
2. 1 2  General Info - A Brief History & Architectural Tour. p.1. City of Easton.
3. ↑  Northampton County - 4th class. Pennsylvania Historical and Museum Commission.
4. 1 2 3  Home. Easton Area Heritage Day.
5. ↑  "International Brotherhood of Electrical Workers". IBEW Journal. Vol.90. 1991年.
6. ↑  City Hall Direction. City of Easton. （PDFファイル）
7. ↑  General Info - A Brief History & Architectural Tour. p.2.
8. ↑  City Government - Elected Officials: History of Easton's City Government. City of Easton.
9. ↑  City Government - City Directory. City of Easton.
10. ↑  LANTA Route Map - Easton. Lehigh and Northampton Transit Authority.
11. ↑  The History of Lafayette College. Lafayette College.
12. ↑  Best Colleges 2011: National Liberal Arts College Rankings. p.4. U.S. News & World Report. 2010年.
2011年版（2010年発行）では38位であった。
13. ↑  Home. Official Athletic Site of the Lafayette College Leopards. Lafayette College.
14. ↑  DeSimone, Bonnie. Lehigh and Lafayette Are Still Playing After All Those Years. The New York Times. 2004年11月19日.
15. ↑  Brady, Erik. Every year fields the game of the century. USA Today. 2006年11月23日.